# Iljuschin Il-62 auf dem Flugplatz Stölln/Rhinow

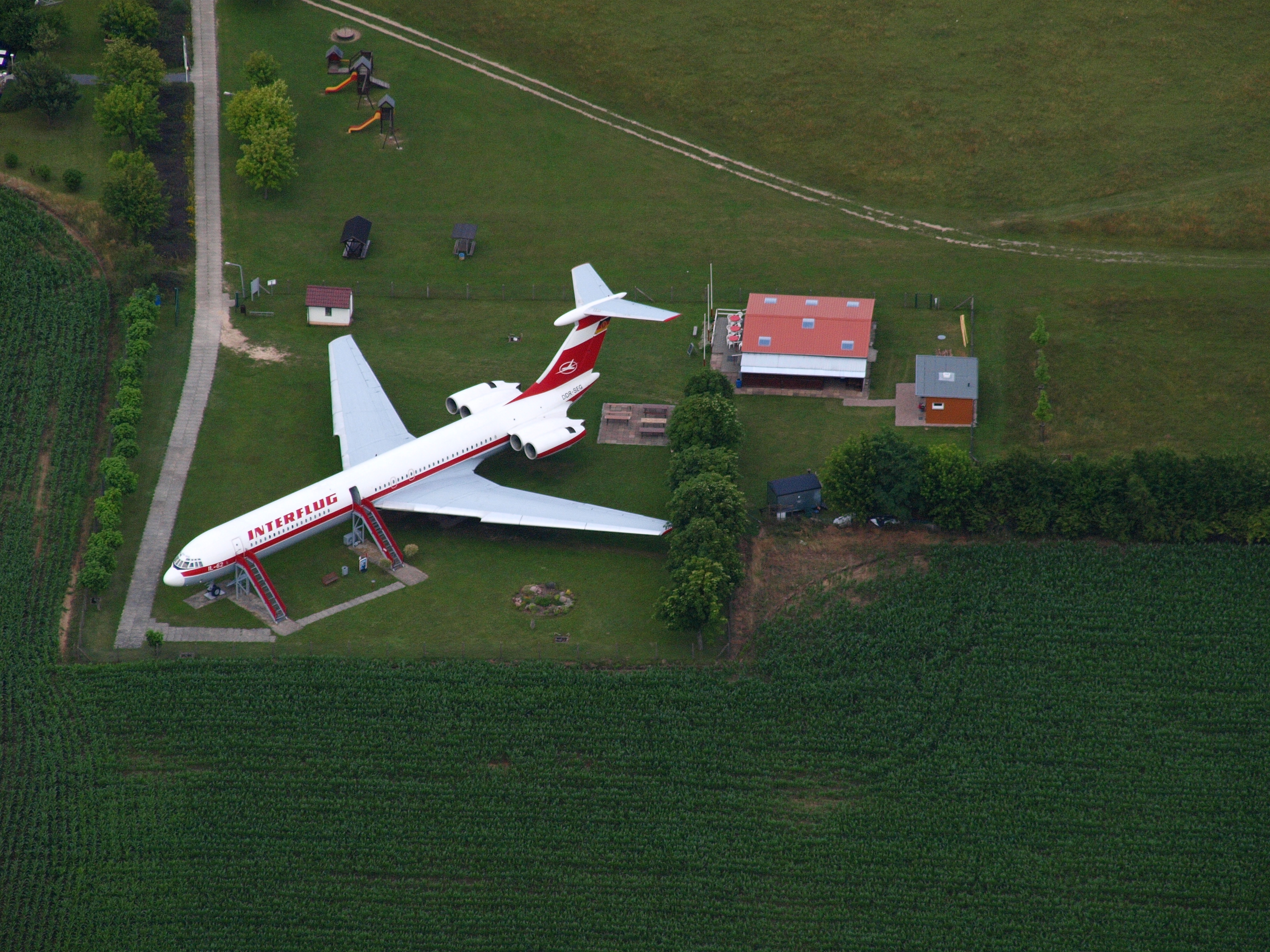
Lady Agnes auf dem Flugplatz Stölln/Rhinow (2012)

Die Iljuschin Il-62 auf dem Flugplatz Stölln/Rhinow (Luftfahrzeugkennzeichen DDR-SEG; auch als Lady Agnes bezeichnet) ist ein Langstrecken-Verkehrsflugzeug der 1991 aufgelösten Fluggesellschaft Interflug, das am 23. Oktober 1989 auf der nur ca. 860 Meter langen Bahn des Flugplatzes Stölln/Rhinow in Stölln, Ortsteil der Gemeinde Gollenberg im Havelland, zu Ehren des Flugpioniers Otto Lilienthal erfolgreich gelandet wurde. Inzwischen ist das Flugzeug als geschütztes Baudenkmal unter der Objektnummer 09151009 in der Denkmalliste des Landes Brandenburg verzeichnet und weiterhin für die Öffentlichkeit zugänglich.

## Geschichte

### Vorgeschichte
Der Flugpionier Otto Lilienthal nutzte den Gollenberg, der namensgebend für die Gemeinde Gollenberg ist, seit 1894 als Ort für seine Erprobungsflüge. Stölln war auch der Ort, an dem sich im August 1896 bei einem Flug ein Unfall ereignete, an dessen Folgen Lilienthal einen Tag später starb. Sowohl Lilienthal als auch der Luftsport allgemein haben noch heute eine große Bedeutung für die Gemeinde Gollenberg. Seit 2013 bezeichnet sich die Gemeinde auch offiziell als Lilienthal-Gemeinde. Seit 1969 wird Lilienthal dort mit einem regelmäßigen Fest geehrt. Im Jahr 1988 besuchten Führungskader der staatlichen DDR-Fluggesellschaft Interflug das Lilienthal-Fest. Dort entstand möglicherweise die Idee, ein Verkehrsflugzeug zu Ehren Lilienthals nach Stölln zu überführen. Ausgewählt wurde ein außer Dienst gestelltes, vierstrahliges Langstrecken-Verkehrsflugzeug vom Typ Iljuschin Il-62, das 1973 in der Sowjetunion gebaut und anschließend für die Interflug im Einsatz war.

### Vorbereitende Maßnahmen

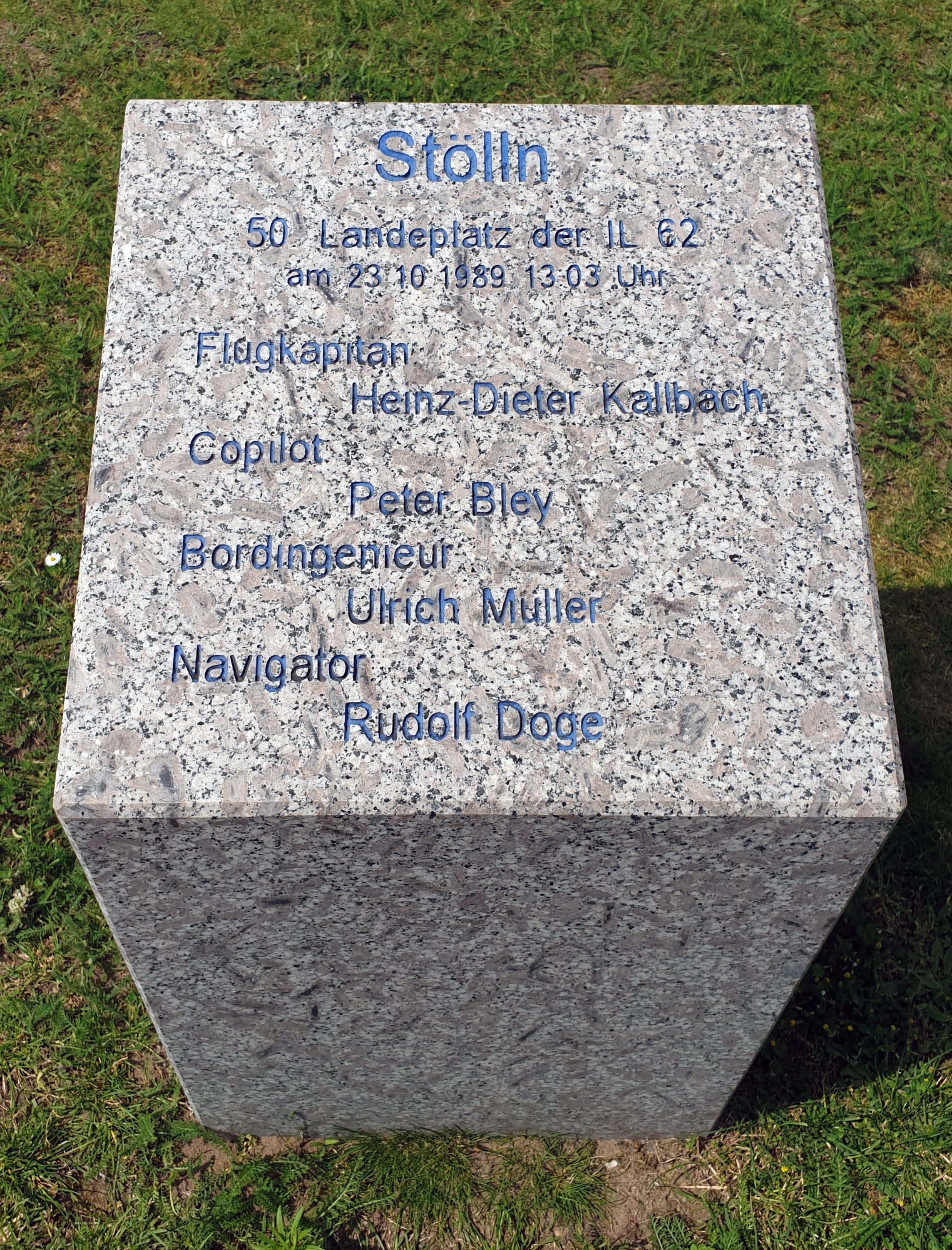
Gedenkstein für die Besatzung der Lady Agnes am Ort der Landung

In Zusammenarbeit mit der Bürgermeisterin der damals eigenständigen Gemeinde Stölln, Sybille Heling, und dem Generaldirektor der Interflug, Klaus Henkes, gleichzeitig Vorsitzender des Lilienthal-Komitees der DDR, wurde mit den Vorbereitungen für eine Überführung nach Stölln begonnen. Die Frage der Finanzierung stellte das Unternehmen indes anfangs in Frage, denn die Gemeinde sollte für die Treibstoffkosten des letzten Fluges aufkommen sowie den Schrottwert des Flugzeugs bezahlen, was aber deren finanzielle Möglichkeiten überstiegen hätte. Am 8. August 1988 entschied die Interflug jedoch, diese Kosten zu übernehmen. Heling koordinierte die Maßnahmen vor Ort, wozu beispielsweise das Erreichen von Sondergenehmigungen und das Fällen einiger in der Einflugschneise stehender Bäume gehörte. Die Kosten dafür beliefen sich auf etwa 90.000 Mark. Lokale Betriebe unterstützten durch Arbeits- und Geldleistungen ebenfalls die Umsetzung. Dennoch gab es auch viel Kritik an den Plänen: Besonders stark kritisierten einige Betriebe sowie der Bürgermeister der benachbarten Stadt Rhinow das Projekt.
Um die technische Umsetzung kümmerte sich der erfahrene Pilot Heinz-Dieter Kallbach, der seit 1961 bei der Interflug bzw. bei deren Vorläufer, der Deutschen Lufthansa in der DDR beschäftigt war, gemeinsam mit seinem Team, bestehend aus Co-Pilot Peter Bley, Bordingenieur Ulrich Müller und Navigator Rudolf Döge. Eine besondere Herausforderung ergab sich nicht nur durch den Umstand, dass das Flugzeug auf einer Landebahn mit einer Länge von nur rund 860 Meter statt der üblichen ca. 2500 Meter aufsetzen sollte. Die Bahn ist auch in Richtung Westen, der wegen der Hauptwindrichtung bevorzugten Landerichtung, etwas abschüssig. Am Ende der Landebahn querte eine schmale Straße die Schneise, dahinter gab es einen Acker zum Ausrollen für den Notfall. Vor der Landebahn befand sich ein kleiner Hügel, der beim Anflug störte. Im Gegensatz zu regulären Verkehrsflughäfen, deren Landebahnen zumeist aus hartem Beton bestehen, war die Landebahn des Flugplatzes Stölln/Rhinow weitgehend unbefestigt und nur für Luftfahrzeuge bis sechs Tonnen Gewicht zugelassen.
Im Vorfeld musste also durch zahlreiche Berechnungen ermittelt werden, welche Bremskräfte wirken müssen, um die Maschine rechtzeitig zum Stillstand zu bekommen. Problematisch war außerdem die vor der geplanten Landung wochenlang andauernde Trockenheit. Ein Sprengwagen musste vor einem Traktor mit Rüttelwalze herfahren, womit die Piste etwas verdichtet wurde. Schon ein leichter Regen hätte die Landung vereitelt. Laut Berechnungen von Flugkapitän Kallbach würde die Stöllner Piste ein Flugzeuggewicht von maximal 75 Tonnen tragen. Deshalb wurde das Flugzeug durch den Ausbau nicht benötigter technischer Einrichtung um etwa acht Tonnen geleichtert. Dies betraf neben sämtlichen Passagiersitzen vor allem das Stützfahrwerk im Heck samt Getriebe und das ebenfalls im Heck befindliche Hilfstriebwerk. Beobachter sollten die Fahrwerke im Auge behalten und, falls sich beim Bremsen auf dem weichen Untergrund zu große Erdanhäufungen vor den Rädern aufwerfen, die Besatzung informieren, damit sie die Bremsen kurzzeitig lösen könnte.
Letztlich wurde, da diese Maschine nicht mehr im Linienverkehr eingesetzt werden sollte, am 4. Oktober 1989 von der Hauptverwaltung für zivile Luftfahrt der DDR eine Ausnahmegenehmigung für das Vorhaben erteilt. Zunächst wurde angestrebt, die Landung – für den Fall des Scheiterns – ohne Zuschauer durchzuführen. Angesichts des enormen Vorbereitungsaufwandes, der in der ländlichen Region nicht unbemerkt blieb, war dies schnell hinfällig. Das Flugzeug sollte nach der Landung in den Besitz der Gemeinde übergehen.

### Vergebliche Überführungsversuche
Als erster Termin war der 10. Oktober 1989 vorgesehen. Das Wetter war für das Vorhaben dermaßen ungünstig, dass Feuerwehr, Sanitäter usw. gar nicht erst zum Flugplatz anrückten. Ein zweiter Versuch war für den 19. Oktober geplant. Die erhoffte Nebelauflösung traf jedoch nicht ein, die für den Überführungsflug nach Sichtflugregeln geforderten mindestens acht Kilometer Sicht fehlten, und die bereitstehenden Einsatzkräfte zogen unverrichteter Dinge ab.
Am 20. Oktober war wieder alles vorbereitet und das Wetter nahezu perfekt. Eine An-2, aus der die Landung der Il-62 gefilmt werden sollte, befand sich bereits in der Luft, als die Besatzung den Flug der in Berlin-Schönefeld gestarteten Il-62 wegen eines Defekts an der Schubumkehr abbrach und umkehrte. Die Schubumkehr war für die Landung auf einer dermaßen kurzen Piste unverzichtbar. Kallbach setzte für die Reparatur etwa eine Stunde an, danach wurde in Schönefeld erneut gestartet. Während des Fluges erhielt die Il-62-Besatzung nun die Meldung, dass inzwischen ein kräftiger Regenschauer in Stölln niedergegangen und die Landebahn aufgeweicht war. Damit war auch dieser Versuch gescheitert, also Rückkehr nach Schönefeld.

### Erfolgreiche Landung
Am 23. Oktober 1989 startete das Flugzeug zu seiner letzten, etwa 100 km kurzen Reise auf dem Flughafen Schönefeld. Nach zwei Probeüberflügen landete Kallbach das Flugzeug um 13:03 Uhr erfolgreich auf dem Flugplatz Stölln/Rhinow. Die Besatzung hatte die Maschine mit minimaler Geschwindigkeit, knapp vor dem Strömungsabriss, auf die Piste zugesteuert. Die beiden inneren Triebwerke wurden deshalb bereits in der Luft abgeschaltet, um deren Restschub zu eliminieren, und die Schubumkehr, die vom Einschalten bis zum Aufbau des vollen Gegenschubs etwa sechs bis acht Sekunden benötigte, deshalb bereits in 50 Metern Höhe aktiviert. In der Zivilluftfahrt wäre so ein Manöver strikt verboten.
Nach dem ersten Aufsetzen auf dem störenden Hügel am Beginn der Piste hob die IL-62 noch zweimal kurz ab, sie hüpfte also. Durch einen hohen Anstellwinkel bei der Landung entstand ein größerer Luftwiderstand für zusätzliche Bremskraft. Nach dem Aufsetzen fuhr der Pilot sofort die Bremsklappen aus und behielt den Anstellwinkel solange bei, bis sich der Bug durch das Unwirksamwerden des Höhenruders bei etwa 140 km/h nach unten senkte. So konnte das Flugzeug nach rund 850 Metern erfolgreich zum Stillstand gebracht werden, wobei eine große, nicht einkalkulierte Staubwolke durch den Gebrauch der Schubumkehr entstand und der Besatzung gegen Ende des Ausrollvorgangs vorübergehend die Sicht nahm. Nachdem sie die Umgebung wieder sehen konnte, ließ sie die beiden für die Landung ausgeschalteten inneren Triebwerke an und rollte die Maschine zum geplanten jetzigen Standort. Am Boden warteten bereits Menschenmassen, die Bürgermeisterin der Gemeinde Sybille Heling gratulierte der Besatzung als eine der Ersten. Die Landung wurde in das Buch der Guinness World Records aufgenommen. Schließlich wurde das Flugzeug auf den Namen Lady Agnes getauft, in Gedenken an Agnes Fischer, die Ehefrau von Otto Lilienthal.

### Nutzung nach der Landung

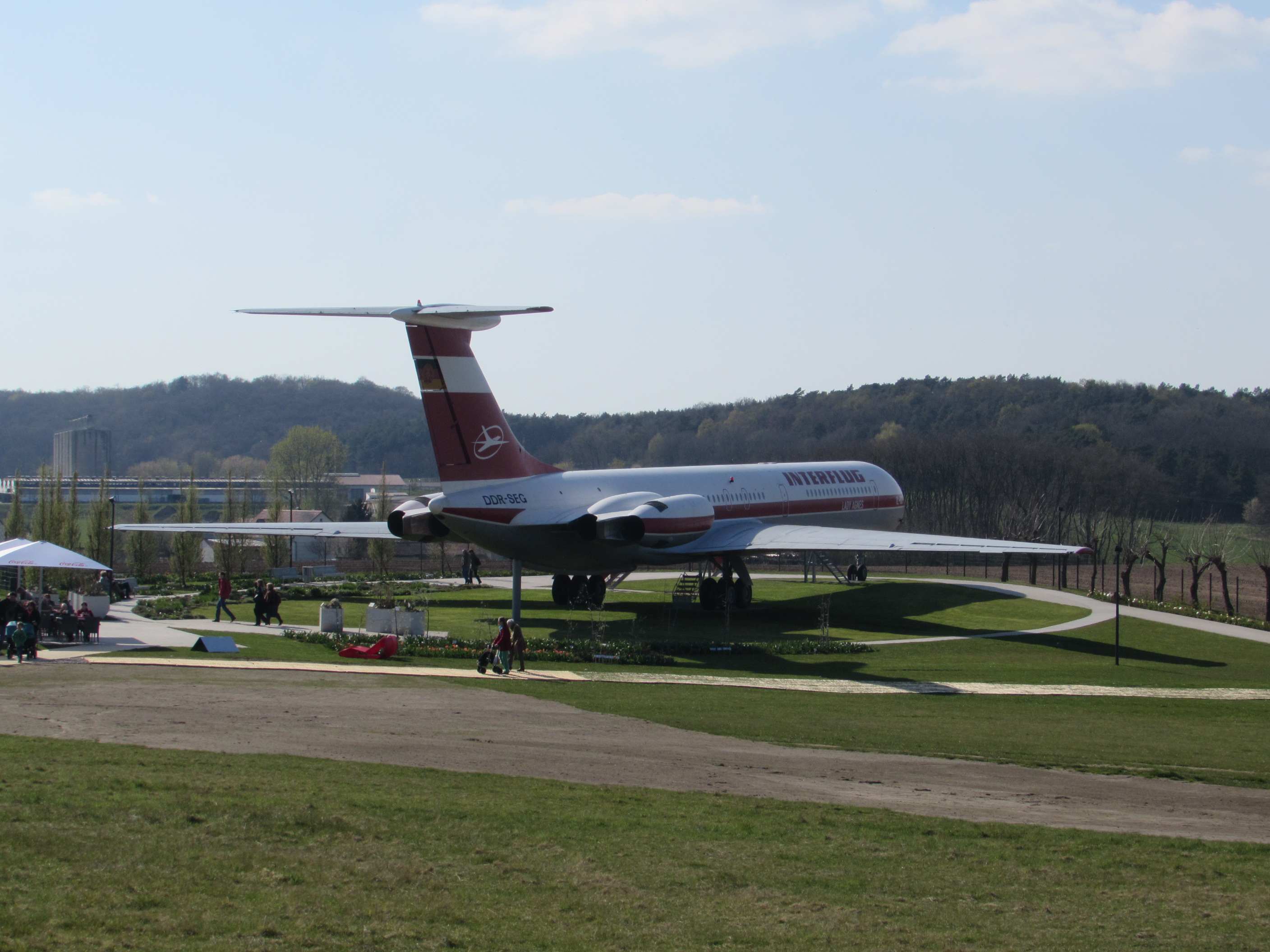
Heckansicht der Il-62 auf dem umgestalteten Gelände (2015)

In Stölln wird seit der Landung jährlich das Landefest veranstaltet, bei dem an die Landung erinnert wird. Häufig waren dabei bisher auch Mitglieder der ehemaligen Crew anwesend. Bis heute ist das Flugzeug eine Touristenattraktion in der Region. Es beherbergt die Dauerausstellung Unterwegs mit der Interflug, die über die Geschichte der Interflug informiert und zum Beispiel einen Servierwagen und originale Rettungsmittel umfasst.
Seit 1991 dient das Flugzeug auch als Standesamt; im August 2021 wurde dort das 1000. Paar getraut. Zur Bundesgartenschau 2015 wurde das Gelände um das Flugzeug umgestaltet.

### Sanierungsarbeiten
Im Jahr 2018 wurde das Flugzeug für insgesamt rund 140.000 Euro generalsaniert. Die Sanierungsarbeiten betrafen unter anderem die Inneneinrichtung, aber auch die etwa 1.900 Quadratmeter umfassende äußere Hülle. Im Innenbereich wurden Fenster erneuert, Korrosionsschäden beseitigt und der Fußboden sowie Elektroleitungen ausgetauscht. Für die Sanierung der äußeren Hülle mussten die alte Farbe zunächst abgetragen, Korrosionsschäden beseitigt und anschließend in mehreren Schichten rund 630 Liter Farbe wieder aufgetragen werden.

## Flugzeug

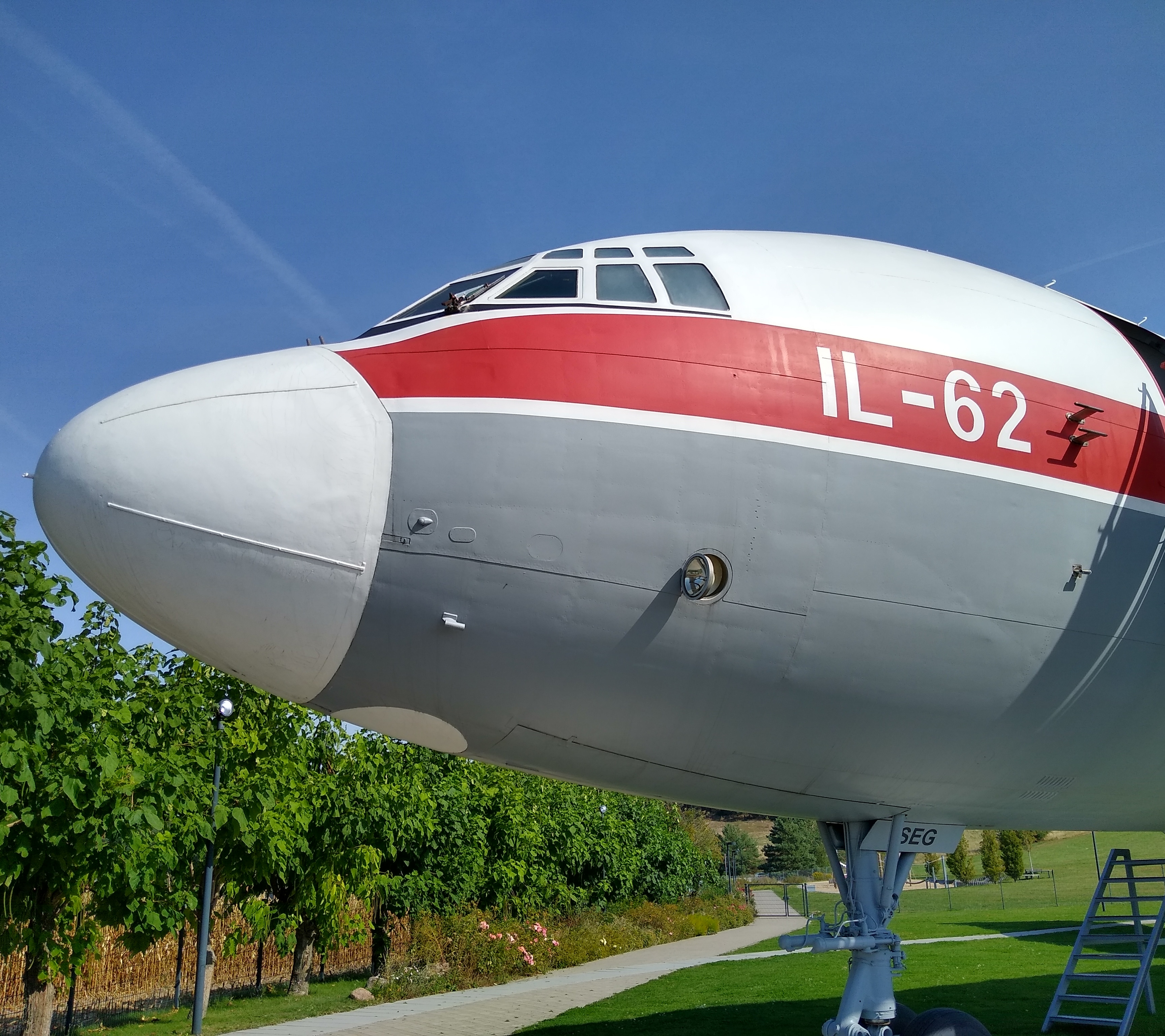
Außenansicht des Cockpits

Beim ausgewählten Flugzeug handelt es sich um ein im Staatlichen Flugzeugwerk Nr. 22 von Kasan in der Sowjetunion mit der Werknummer 31403 gebautes, in die DDR überführtes und dort am 4. Mai 1973 als DM-SEG registriertes vierstrahliges Langstrecken-Verkehrsflugzeug vom Typ Iljuschin Il-62 mit über 30.000 Flugstunden und 7.500 Landungen. Es trägt seit dem 15. Oktober 1981 das Luftfahrzeugkennzeichen DDR-SEG. Es wurde am 16. August 1989 außer Dienst gestellt und am 20. November 1989 – also vier Wochen nach der letzten Landung – aus dem Luftfahrtregister gelöscht. Standort ist der nordwestliche Bereich des Flugplatzes Stölln/Rhinow am südlichen Ende der Straße Am Gollenberg. Die Interflug-typische, überwiegend weiß-rot-graue Lackierung ist erhalten. In weißer Schrift auf rotem Grund ist nahe dem Cockpit die Typbezeichnung IL-62 lesbar. Im vorderen, oberen Bereich des Rumpfes steht in roter Schrift auf weißem Grund der Name der Fluggesellschaft Interflug. Im hinteren Bereich des Rumpfes steht in schwarzer Schrift auf weißem Grund das Luftfahrzeugkennzeichen. Auf dem Seitenleitwerk befinden sich in weiß auf rotem Grund das Logo der Interflug sowie darüber die Flagge der Deutschen Demokratischen Republik.

## Sonstiges
- Zu Ehren des Flugpioniers Hans Grade wurde in Borkheide (Landkreis Potsdam-Mittelmark) wenige Wochen später unter ähnlichen Bedingungen ein Verkehrsflugzeug vom deutlich kleineren Typ Il-18 erfolgreich gelandet (siehe Iljuschin Il-18 am Flugplatz Borkheide). Dieses ist heute ebenfalls denkmalgeschützt und beherbergt Ausstellungen des örtlichen Hans-Grade-Museums.